# Ribeirão Floresta
Der Ribeirão Floresta ist ein etwa 13 km langer rechter Nebenfluss des Rio Tibaji im Norden des brasilianischen Bundesstaats Paraná.

## Etymologie und Geschichte
Floresta bedeutet auf Deutsch Wald. Der Flussname entspricht somit dem deutschen Waldbach.

## Geografie

### Lage
Das Einzugsgebiet des Ribeirão Floresta befindet sich auf dem Terceiro Planalto Paranaense (Dritte oder Guarapuava-Hochebene von Paraná).

### Verlauf
Sein Quellgebiet liegt im Munizip Uraí auf 396 m Meereshöhe etwa 4 km westlich der Ortschaft Cruzeiro do Norte ungefähr 2 km südlich der Eisenbahnlinie São Paulo Paraná.
Der Fluss verläuft in nordwestlicher Richtung. Nach etwa 1 km erreicht er das Munizip Jataizinho. Er mündet im Distrikt Frei Timóteo auf 335 m Höhe von rechts in den Rio Tibaji. Er ist etwa 13 km lang.

### Munizipien im Einzugsgebiet
Am Ribeirão Floresta liegen die zwei Munizipien Uraí und Jataizinho.